# Vanda wightii
Vanda wightii är en orkidéart som beskrevs av Heinrich Gustav Reichenbach. Vanda wightii ingår i släktet Vanda och familjen orkidéer. Inga underarter finns listade i Catalogue of Life.